# Jeremy Roenick
Jeremy Shaffer Roenick (ur. 17 stycznia 1970 w Bostonie) – były amerykański hokeista. Reprezentant Stanów Zjednoczonych. Dwukrotny olimpijczyk.
Jego brat Trevor (ur. 1974) także był hokeistą.

## Kariera
- Thayer Academy (1986-1988)
- Hull Olympiques (1988-1989)
- Chicago Blackhawks (1988-1996)
  -  Kölner Haie (1994)
- Phoenix Coyotes (1996-2001)
- Philadelphia Flyers (2001-2004)
- Los Angeles Kings (2005-2006)
- Phoenix Coyotes (2006-2007)
- San Jose Sharks (2007-2009)

W rozgrywkach NHL rozegrał 20 sezonów (1517 meczów). Wieloletni zawodnik Chicago Blackhawks (osiem sezonów) i Phoenix Coyotes (sześć sezonów). Dwie ostatnie edycje NHL zaliczył w barwach San Jose Sharks, po czym latem 2009 zakończył karierę zawodniczą.
W reprezentacji USA uczestniczył w turniejach Canada Cup 1991, mistrzostw świata w 1991, na zimowych igrzyskach olimpijskich 1998, 2002, Pucharu Świata 1996.
Po zakończeniu kariery został komentatorem i ekspertem telewizyjnych podczas transmisji meczów NHL oraz brał udział w audycjach telewizyjnych.

## Sukcesy

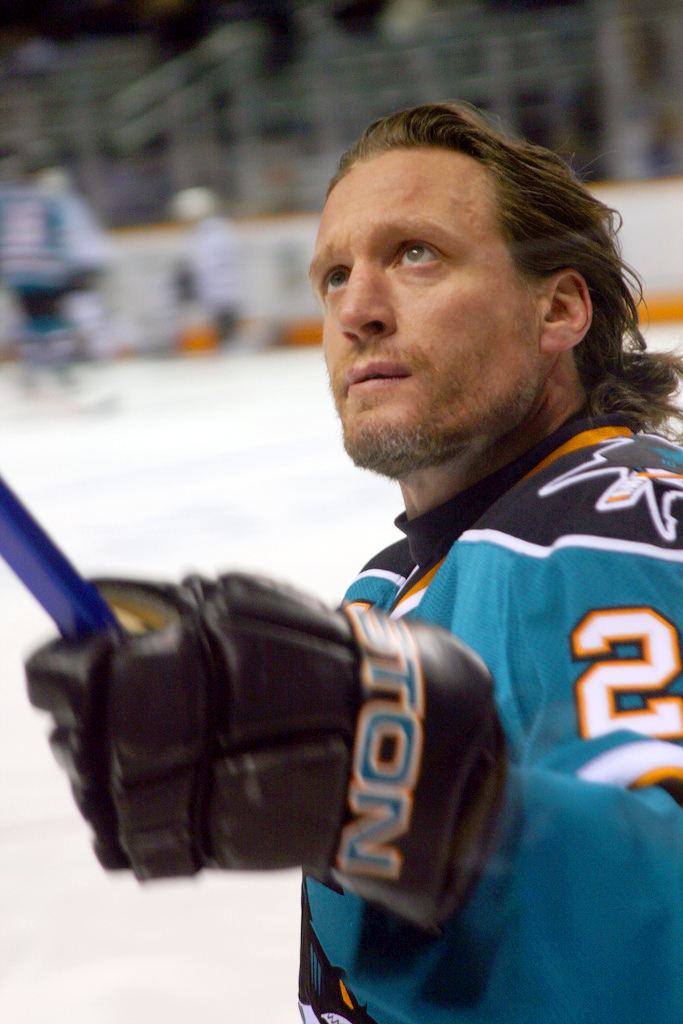
Jeremy Roenick w barwach San Jose Sharks (2008)

Reprezentacyjne
- Srebrny medal Canada Cup: 1991
- Złoty medal Pucharu Świata: 1996
- Srebrny medal zimowych igrzysk olimpijskich: 2002

Klubowe
- Mistrzostwo dywizji NHL: 1990, 1991, 1993 z Chicago Blackhawks, 2002, 2004 z Philadelphia Flyers, 2008, 2009 z San Jose Sharks
- Mistrzostwo konferencji NHL: 1992 z Chicago Blackhawks
- Presidents’ Trophy: 1991 z Chicago Blackhawks, 2009 z San Jose Sharks
- Clarence S. Campbell Bowl: 1992 z Chicago Blackhawks

Indywidualne
- Sezon QMJHL 1988/1989:
  - Drugi skład gwiazd
- Mistrzostwa świata juniorów do lat 20 w 1989:
  - Pierwsze miejsce w klasyfikacji strzelców turnieju: 8 goli
  - Pierwsze miejsce w klasyfikacji kanadyjskiej turnieju: 16 punktów
  - Skład gwiazd turnieju
- Canada Cup 1991:
  - Skład gwiazd turnieju
- NHL (1990/1991):
  - NHL All-Star Game
- NHL (1991/1992):
  - Pierwsze miejsce w klasyfikacji strzelców zwycięskich goli: 13 goli
  - NHL All-Star Game
- NHL (1992/1993):
  - NHL All-Star Game
- NHL (1993/1994):
  - NHL All-Star Game
- NHL (1998/1999):
  - NHL All-Star Game
- NHL (1999/2000):
  - NHL All-Star Game
- NHL (2001/2002):
  - NHL All-Star Game

Wyróżnienia
- Galeria Sławy amerykańskiego hokeja na lodzie: 2009
- Klub Phoenix Coyotes zastrzegł jego numer 97 dla zawodników drużyny: 2012